# Саранди (Риу-Гранди-ду-Сул)
Саранди (порт. Sarandi)  —  муниципалитет в Бразилии, входит в штат Риу-Гранди-ду-Сул. Составная часть мезорегиона Северо-запад штата Риу-Гранди-ду-Сул. Входит в экономико-статистический  микрорегион Каразинью. Население составляет 30 762 человека на 2006 год. Занимает площадь 353,360 км². Плотность населения — 55,9 чел./км².
Праздник города — 27 июня.

## История
Город основан 27 июня 1939 года. 

## Статистика
- Валовой внутренний продукт на 2003 составляет 247.590.437,00 реалов (данные: Бразильский институт географии и статистики).
- Валовой внутренний продукт на душу населения на 2004 составляет 13.011,90 реалов (данные: Бразильский институт географии и статистики).
- Индекс развития человеческого потенциала на 2000 составляет 0,791 (данные: Программа развития ООН).